# タツノツメガヤ
タツノツメガヤ Dactyloctenium aegyptium は、イネ科の雑草。オヒシバによく似ている。日本本土では珍しいが南西諸島などでは普通に見られる。

## 概説
タツノツメガヤは、あまり大きくならないネ科植物である。穂の形はオヒシバに非常によく似ており、慣れないと見誤ることがある。ただし別属であり、小穂の形はかなり異なる。
和名は竜の爪萱の意で穂の形に由来する。花茎の先端から太い穂の枝が大抵は3-4本、掌状に出るのを竜の指に見立てたもので、その点ではオヒシバも同じなのだが、この種ではその枝の先端が突き出ているので、これが爪に見えるのである。

## 特徴
背の低い一年草。茎の下部は地表を這って匍匐茎のようになり、節ごとに発根する。茎はやや扁平になっている。
葉の基部は葉鞘となって茎を抱く。葉鞘はやや扁平で背側が竜骨になり、葉舌は0.5-1mmで、縁に微毛を生じる。葉身は3-7cm、時に10cmになり、幅は2-8mm縁に沿って開出した軟毛を生じ、特に基部に近い方に多い。
花茎は立つかやや斜めに伸びて高さ10-40cmになる。その先端から小穂を密生する軸（総）を出す。総は3本から7本程度生じ、分枝せず、長さ2-5cm、掌状に出てやや水平に伸び、往々にして下向きに反る。軸の下面には緑色の小穂を左右交互に二列、密生して生じる。ただし先端部には小穂がつかない部分があって、2mmほどが針状の突起となる。
小穂は左右から扁平で柄がなく、長さは2-2.5mm。3--5個の小花を含み、先端の小花は結実しない。第一包穎は長さ2mmで、主脈の先端がやや突出する。第二包穎はより幅広く、主脈の先端ははっきりと芒として突き出す。護穎は主脈とその両側に一脈を持ち、主脈の背には竜骨があって、先端は鋭い芒となる。内穎は透明で、一対の脈があってその外側は広いひれになる。
果実が成熟すると、小穂は第一包穎を残して脱落する。果実は小さく0.7mm程度の球形でざらつき、成熟すると護穎や内穎から離れて脱落する。

## 分布と生育環境
原産地は旧世界の熱帯域と考えられている。現在はアメリカやオーストラリアにも帰化している。日本では琉球列島や小笠原諸島では普通に見られるが、日本本土では沿海地に希に出現する。
日当たりのいい草地に出現し、道路脇などでもよく見られる。タイでは塩質土壌において最も広く分布する主として本種があげられており、ある程度の耐塩性があることも示されている。

## 類似種
上記のようにこの植物はオヒシバによく似ている。全体にやや小さいものの、穂の形や軸の下面に小穂が二列に並ぶことなども共通で、不慣れだと間違えやすい。区別点としては名前の由来である草の先端の爪状の突起が見やすく、また小穂がより幅広く、明瞭な芒がある点などで簡単に区別できる。
同属のものは熱帯域に数種あるが、日本にはこの種のみが知られる。

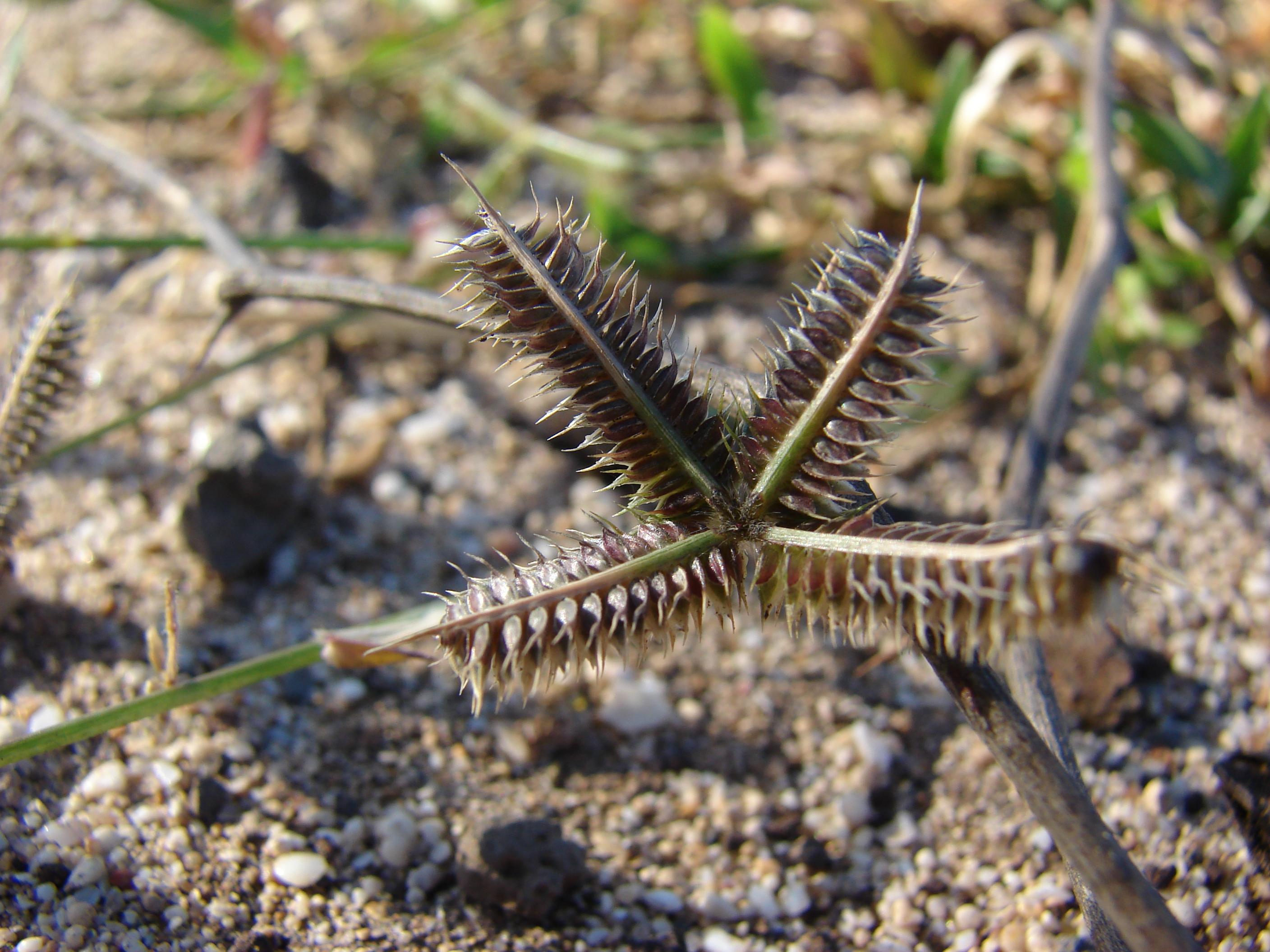
花序部分。総の先端の棘状突起が見える。
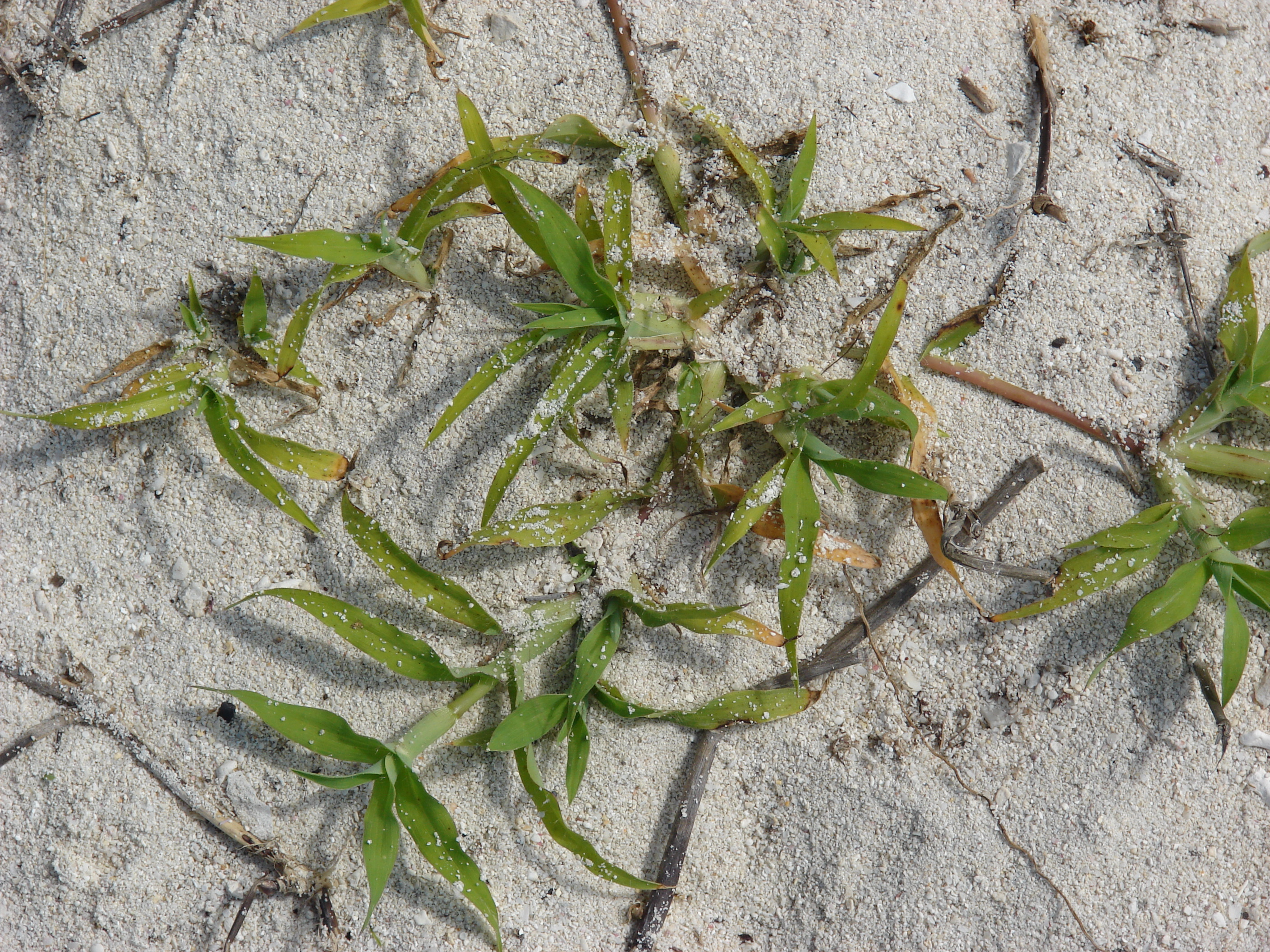
株元の匍匐枝状の部分
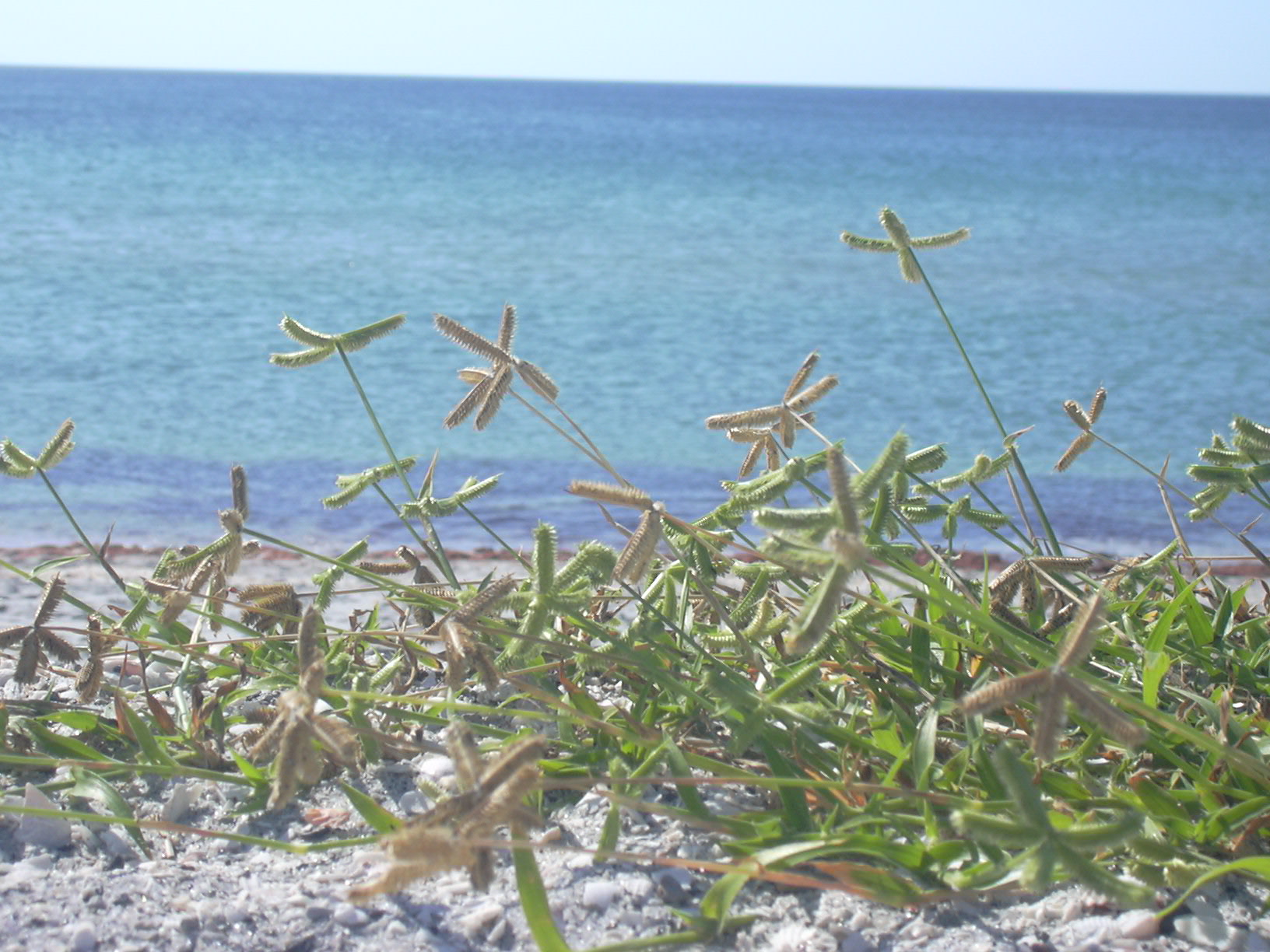
海岸に生じた群落